# Supercoppa italiana 2008 (pallavolo femminile)
La Supercoppa italiana di pallavolo femminile 2008 si è svolta l'8 ottobre 2008: al torneo hanno partecipato due squadre di club italiane e la vittoria finale è andata per la seconda volta al Robursport Volley Pesaro.

## Regolamento
Le squadre hanno disputato una gara unica.

## Squadre partecipanti
| Squadra           | Qualificazione                  | Ultima partecipazione    |
| ----------------- | ------------------------------- | ------------------------ |
| Bergamo           | Vincitrice Coppa Italia 2007-08 | Supercoppa italiana 2006 |
| Robursport Pesaro | Vincitrice Serie A1 2007-08     | Supercoppa italiana 2006 |

## Torneo
| 8 ottobre 2008 Adriatic Arena, Pesaro Durata: 1h:48 - Spettatori: 4 468 | Robursport Pesaro | 3 - 1 | Bergamo | 27-25, 25-17, 19-25, 25-18 |